# Divisione Nazionale B 2011-2012
La Divisione Nazionale B 2011-2012 è stata la prima stagione del quarto livello del Campionato italiano di pallacanestro, dopo il cambio di denominazione dei campionati dilettantistici avvenuta nell'estate 2011.
Il campionato era in precedenza noto come Serie B Dilettanti, ed ancora prima come Serie B2.

## Regolamento

### Stagione regolare
Sono previsti 3 gironi composti da 17 squadre ciascuno. Secondo quanto stabilito dalla Federazione Italiana Pallacanestro, le squadre di ciascun girone si affrontano in gare di andata e ritorno. Inizialmente le squadre previste erano 54 (18 per girone), ma le successive rinunzie dell'Edera Sassari (girone A), di Osimo (girone B) e di Patti (girone C) hanno portato alla riduzione del numero di squadre partecipanti.
Il 25 novembre, dopo 10 giornate già giocate, la FIP ha escluso la Falconstar Monfalcone dal campionato: da quel momento il solo girone B viene ristretto a 16 squadre. Nel mese di gennaio, dopo la 1ª di ritorno, la Robur Sassari si ritira dal girone A, portandolo anch'esso a 16 squadre.
Dopo la prima fase, sono previsti play-off e play-out.
- Le squadre classificate dal 1º all'8º posto prendono parte ai play-off, mentre quelle dall'11º al 16º partecipano ai play-out.
- Le squadre classificate al 9º e al 10º posto non disputano alcun incontro, e mantengono la categoria.
- La squadra ultima classificata (17º posto) retrocede direttamente in Divisione Nazionale C.

## Squadre

### Girone A
- Robur et Fides Varese
- S. C. 1949 Montecatini Terme
- CUS Torino
- Eagles Bologna
- Marconi Basket Castelnovo
- U. S. Empolese

- ABC Castelfiorentino
- Pallacanestro Lucca
- Legnano Basket Knights
- Pallacanestro Don Bosco Livorno
- Primavera Mirandola
- Pallacanestro Prato

- Basket Cecina
- Pallacanestro Fiorentina
- Robur et Fides Sassari
- Pallacanestro Costa Volpino
- Sangiorgese Basket

### Girone B
- Basket Rimini Crabs
- Kleb Ferrara
- G.S. Riva del Garda
- Pallacanestro VIS Spilimbergo
- Pallacanestro Rovereto
- Basket Fossombrone

- Pallacanestro Marostica
- Pallacanestro Senigallia
- Virtus Civitanova
- Falconstar Monfalcone
- Basket Bassano
- Amici Pallacanestro Udinese

- Supernova Basket Montegranaro
- Centro Sedia Corno di Rosazzo
- Roncade Basket
- PSG Villafranca
- Basket Ravenna Piero Manetti

### Girone C
- Stella Azzurra Roma
- Viola Reggio Calabria
- Potenza
- Sebastiani Basket Club Rieti
- Fortitudo Agrigento
- Cestistica Bernalda

- Basket Francavilla
- Due Esse Martina Franca
- Basket Scauri
- Pallacanestro Pescara
- Roseto Sharks
- Lions Bisceglie

- Giugliano Basket Club
- Mens Sana Campobasso
- Basket Corato
- Pallacanestro Palestrina
- Polisportiva Basket Agropoli

## Stagione Regolare

### Girone A
|  |     | Classifica stagione regolare    | PT | G  | V  | P  | PF   | PS    |
|  | --- | ------------------------------- | -- | -- | -- | -- | ---- | ----- |
|  | 1.  | Royal Legnano                   | 52 | 30 | 26 | 4  | 2323 | 1983  |
|  | 2.  | So.Ge.Ma Bologna                | 50 | 30 | 25 | 5  | 2293 | 1943  |
|  | 3.  | ArcAnthea Lucca                 | 44 | 30 | 22 | 8  | 2344 | 2190  |
|  | 4.  | Dinamica Generale Mirandola     | 40 | 30 | 20 | 10 | 2426 | 2239  |
|  | 5.  | KopaEngineering CUS Torino      | 34 | 30 | 17 | 13 | 2104 | 2013  |
|  | 6.  | LTC Sangiorgese Bk              | 32 | 30 | 16 | 14 | 2061 | 2080  |
|  | 7.  | S.C. 1949 Montecatini Terme     | 32 | 30 | 16 | 14 | 2255 | 2194  |
|  | 8.  | La Falegnami Castelfiorentino   | 28 | 30 | 14 | 16 | 2168 | 2198  |
|  | 9.  | Computer Gross Empoli           | 28 | 30 | 14 | 16 | 2070 | 2126  |
|  | 10. | Elettromeccanica Moderna Cecina | 26 | 30 | 13 | 17 | 2082 | 2080  |
|  | 11. | ABC Utensili Varese             | 24 | 30 | 12 | 18 | 2133 | 2226  |
|  | 12. | Don Bosco Livorno               | 24 | 30 | 12 | 18 | 2120 | 2277  |
|  | 13. | Vivigas Costa Volpino           | 22 | 30 | 11 | 19 | 2040 | 2156  |
|  | 14. | Coopsette Castelnovo            | 20 | 30 | 10 | 20 | 2071 | 12296 |
|  | 15. | Pallacanestro Fiorentina        | 14 | 30 | 7  | 23 | 1989 | 2181  |
|  | 16. | Minorconsumo.it Prato           | 10 | 30 | 5  | 25 | 1926 | 2223  |
|  | 17. | Robur et Fides Sassari          | -  | -  | -  | -  | -    | -     |

1. ↑  La Robur et Fides Sassari si è ritirata a campionato in corso, a causa di problemi economici. Tutte le partite disputate dalla squadra sono state annullate.

### Girone B
|  |     | Classifica stagione regolare   | PT | G  | V  | P  | PF   | PS   |
|  | --- | ------------------------------ | -- | -- | -- | -- | ---- | ---- |
|  | 1.  | Mobyt Ferrara                  | 50 | 30 | 25 | 5  | 2200 | 1857 |
|  | 2.  | Calligaris Corno di Rosazzo    | 46 | 30 | 23 | 7  | 2279 | 2197 |
|  | 3.  | Basket Rimini Crabs            | 40 | 30 | 20 | 10 | 2076 | 1998 |
|  | 4.  | Goldengas Senigallia           | 36 | 30 | 18 | 12 | 2184 | 2070 |
|  | 5.  | Zepa Marostica                 | 34 | 30 | 17 | 13 | 2140 | 2040 |
|  | 6.  | ACMAR Ravenna                  | 32 | 30 | 16 | 14 | 2173 | 2095 |
|  | 7.  | Remet Fossombrone              | 32 | 30 | 16 | 14 | 2096 | 2164 |
|  | 8.  | Officine Creative Montegranaro | 32 | 30 | 16 | 14 | 2121 | 2084 |
|  | 9.  | G.S. Riva Del Garda            | 28 | 30 | 14 | 16 | 2313 | 2287 |
|  | 10. | Tosoni Villafranca             | 28 | 30 | 14 | 16 | 2061 | 2088 |
|  | 11. | Fiorese Bassano                | 24 | 30 | 12 | 18 | 2014 | 2075 |
|  | 12. | Naturino Civitanova            | 22 | 30 | 11 | 19 | 2054 | 2130 |
|  | 13. | Texa Roncade                   | 20 | 30 | 10 | 20 | 2000 | 2126 |
|  | 14. | Pallacanestro Rovereto         | 20 | 30 | 10 | 20 | 2022 | 2138 |
|  | 15. | GSA Udine                      | 18 | 30 | 9  | 21 | 2131 | 2335 |
|  | 16. | GraphiStudio Spilimbergo       | 18 | 30 | 9  | 21 | 1972 | 2152 |
|  | 17. | Falconstar Monfalcone          | -  | -  | -  | -  | -    | -    |

1. ↑  La Falconstar Monfalcone è stata esclusa a campionato in corso, a causa di inadempienze economiche. Tutte le partite disputate dalla squadra sono state annullate.

### Girone C
|  |     | Classifica stagione regolare   | PT | G  | V  | P  | PF   | PS   |
|  | --- | ------------------------------ | -- | -- | -- | -- | ---- | ---- |
|  | 1.  | Moncada Solar Agrigento        | 58 | 32 | 29 | 3  | 2651 | 2182 |
|  | 2.  | Due Esse Martina Franca        | 46 | 32 | 23 | 9  | 2448 | 2114 |
|  | 3.  | Liomatic Viola Reggio Calabria | 44 | 32 | 22 | 10 | 2521 | 2219 |
|  | 4.  | Mec Energy Roseto              | 42 | 32 | 21 | 11 | 2385 | 2278 |
|  | 5.  | Soavegel Francavilla           | 38 | 32 | 19 | 13 | 2469 | 2300 |
|  | 6.  | Autosoft Scauri                | 38 | 32 | 19 | 13 | 2435 | 2305 |
|  | 7.  | Rieti Basket Club              | 36 | 32 | 18 | 14 | 2471 | 2295 |
|  | 8.  | Basket Agropoli                | 36 | 32 | 18 | 14 | 2479 | 2453 |
|  | 9.  | Innotec Potenza                | 34 | 32 | 17 | 15 | 2505 | 2503 |
|  | 10. | Ambrosia Bisceglie             | 32 | 32 | 16 | 16 | 2174 | 2187 |
|  | 11. | Stella Azzurra Roma            | 32 | 32 | 16 | 16 | 2486 | 2404 |
|  | 12. | Pallacanestro Pescara          | 30 | 32 | 15 | 17 | 2517 | 2602 |
|  | 13. | Cestistica Bernalda            | 28 | 32 | 14 | 18 | 2459 | 2425 |
|  | 14. | ITOP Palestrina                | 22 | 32 | 11 | 21 | 2383 | 2526 |
|  | 15. | Mens Sana Campobasso           | 14 | 32 | 7  | 25 | 2279 | 2525 |
|  | 16. | Pasta Granoro Corato           | 14 | 32 | 7  | 25 | 2048 | 2475 |
|  | 17. | Tecfi Giugliano                | 0  | 32 | 0  | 32 | 1878 | 2795 |

### Risultati
Calendario girone A
| Prima giornata |                         |              |
| 25 set. 2011   |                         | 14 gen. 2012 |
| 79-64          | Varese-Prato            | 79-75        |
| 68-61          | Castelnovo-Montecatini  | 70-77        |
| 62-58          | Empoli-Bologna          | 69-73        |
| 80-84          | Castelfiorentino-Cecina | 85-78        |
| 80-74          | Lucca-Torino            | 74-72        |
| 72-51          | Castellanza-Fiorentina  | 63-56        |
| 95-64          | Mirandola-Costa Volpino | 73-74        |
| 62-81          | Livorno-Sassari         | 91-76        |
|                | Riposa: Sangiorgese     |              |

| Seconda giornata |                         |              |
| 2 ott. 2011      |                         | 21 gen. 2012 |
| 78-75            | Bologna-Mirandola       | 70-75        |
| 59-52            | Sangiorgese-Castelnovo  | 50-58        |
| 64-78            | Fiorentina-Lucca        | 61-70        |
| 75-61            | Torino-Castelfiorentino | 64-71        |
| 72-58            | Costa Volpino-Empoli    | 63-70        |
| 76-78            | Prato-Castellanza       | 60-70        |
| 87-64            | Cecina-Livorno          | 68-58        |
| 77-90            | Sassari-Varese          |              |
|                  | Riposa: Montecatini     |              |

| Terza giornata |                         |              |
| 9 ott. 2011    |                         | 28 gen. 2012 |
| 80-67          | Empoli-Prato            | 80-69        |
| 80-69          | Castelfiorentino-Varese | 83-85        |
| 78-74          | Lucca-Cecina            | 63-83        |
| 52-75          | Costa Volpino-Bologna   | 62-82        |
| 72-68          | Livorno-Castelnovo      | 81-88        |
| 81-74          | Mirandola-Sangiorgese   | 70-77        |
| 64-77          | Montecatini-Castellanza | 71-91        |
| 85-75          | Fiorentina-Sassari      |              |
|                | Riposa: Torino          |              |

| Quarta giornata |                          |             |
| 16 ott. 2011    |                          | 5 feb. 2012 |
| 55-77           | Varese-Cecina            | 72-65       |
| 75-70           | Bologna-Montecatini      | 83-81       |
| 63-61           | Torino-Costa Volpino     | 61-55       |
| 78-57           | Castellanza-Empoli       | 79-72       |
| 78-76           | Livorno-Mirandola        | 92-116      |
| 75-80           | Prato-Fiorentina         | 51-65       |
| 90-70           | Sangiorgese-Lucca        | 66-68       |
| 80-83           | Sassari-Castelfiorentino |             |
|                 | Riposa: Castelnovo       |             |

| Quinta giornata |                              |              |
| 23 ott. 2011    |                              | 12 feb. 2012 |
| 63-55           | Empoli-Sangiorgese           | 51-67        |
| 58-81           | Castelfiorentino-Castellanza | 58-76        |
| 90-56           | Lucca-Castelnovo             | 75-77        |
| 53-64           | Fiorentina-Varese            | 76-78        |
| 79-74           | Costa Volpino-Livorno        | 49-65        |
| 63-52           | Montecatini-Torino           | 76-70        |
| 68-69           | Cecina-Bologna               | 45-56        |
| 80-57           | Sassari-Prato                |              |
|                 | Riposa: Mirandola            |              |

| Sesta giornata |                              |              |
| 27 ott. 2011   |                              | 16 feb. 2012 |
| 86-61          | Castellanza-Cecina           | 86-56        |
| 67-96          | Castelnovo-Mirandola         | 74-97        |
| 74-68          | Varese-Empoli                | 66-69        |
| 76-69          | Torino-Fiorentina            | 73-71        |
| 65-54          | Sangiorgese-Costa Volpino    | 71-50        |
| 86-73          | Castelfiorentino-Montecatini | 50-77        |
| 76-69          | Lucca-Livorno                | 85-70        |
| 49-90          | Prato-Bologna                | 62-71        |
|                | Riposa:Sassari               |              |

| Settima giornata |                              |              |
| 30 ott. 2011     |                              | 19 feb. 2012 |
| 70-76            | Castelnovo-Empoli            | 75-74        |
| 86-74            | Bologna-Fiorentina           | 65-59        |
| 81-58            | Torino-Varese                | 74-64        |
| 49-75            | Sangiorgese-Castelfiorentino | 69-67        |
| 81-52            | Costa Volpino-Montecatini    | 62-74        |
| 85-91            | Mirandola-Lucca              | 72-91        |
| 71-63            | Cecina-Prato                 | 69-70        |
| 72-80            | Sassari-Castellanza          |              |
|                  | Riposa: Livorno              |              |

| Ottava giornata |                          |              |
| 6 nov. 2011     |                          | 25 feb. 2012 |
| 71-59           | Varese-Livorno           | 79-62        |
| 66-80           | Empoli-Mirandola         | 70-79        |
| 65-50           | Fiorentina-Cecina        | 63-80        |
| 83-69           | Costa Volpino-Castelnovo | 72-80        |
| 75-62           | Castellanza-Torino       | 77-68        |
| 61-67           | Prato-Castelfiorentino   | 73-78        |
| 54-51           | Montecatini-Sangiorgese  | 74-81        |
| 74-56           | Bologna-Sassari          |              |
|                 | Riposa: Lucca            |              |

| Nona giornata |                          |             |
| 13 nov. 2011  |                          | 4 mar. 2012 |
| 108-83        | Lucca-Costa Volpino      | 80-65       |
| 68-75         | Varese-Castellanza       | 66-87       |
| 84-79         | Castelnovo-Fiorentina    | 70-77       |
| 68-72         | Torino-Sangiorgese       | 62-69       |
| 75-67         | Castelfiorentino-Bologna | 55-71       |
| 72-56         | Livorno-Prato            | 59-63       |
| 92-78         | Mirandola-Montecatini    | 77-82       |
| 100-81        | Cecina-Sassari           |             |
|               | Riposa: Empoli           |             |

| Decima giornata |                             |              |
| 20 nov. 2011    |                             | 11 mar. 2012 |
| 72-87           | Sangiorgese-Cecina          | 69-73        |
| 97-58           | Bologna-Varese              | 77-68        |
| 80-78           | Empoli-Lucca                | 73-99        |
| 57-68           | Fiorentina-Castelfiorentino | 61-84        |
| 76-84           | Castellanza-Mirandola       | 96-95        |
| 82-75           | Prato-Castelnovo            | 66-65        |
| 88-59           | Montecatini-Livorno         | 91-80        |
| 69-63           | Sassari-Torino              |              |
|                 | Riposa: Costa Volpino       |              |

| Undicesima giornata |                           |              |
| 27 nov. 2011        |                           | 21 mar. 2012 |
| 73-65               | Castelnovo-Varese         | 66-86        |
| 80-67               | Torino-Bologna            | 72-88        |
| 71-62               | Castelfiorentino-Empoli   | 65-71        |
| 79-61               | Castellanza-Costa Volpino | 76-70        |
| 77-73               | Livorno-Sangiorgese       | 76-70        |
| 81-68               | Mirandola-Prato           | 71-59        |
| 63-70               | Cecina-Montecatini        | 70-82        |
| 82-77               | Lucca-Sassari             |              |
|                     | Riposa: Fiorentina        |              |

| Dodicesima giornata |                          |              |
| 4 dic. 2011         |                          | 25 mar. 2012 |
| 62-65               | Varese-Lucca             | 67-76        |
| 61-72               | Fiorentina-Mirandola     | 73-72        |
| 85-79               | Sangiorgese-Mirandola    | 65-78        |
| 64-61               | Empoli-Montecatini       | 71-78        |
| 81-88               | Castelfiorentino-Livorno | 73-71        |
| 54-75               | Prato-Costa Volpino      | 65-79        |
| 54-55               | Cecina-Torino            | 64-65        |
| 69-74               | Sassari-Castelnovo       |              |
|                     | Riposa: Bologna          |              |

| Tredicesima giornata |                             |              |
| 8 dic. 2011          |                             | 1º apr. 2012 |
| 77-71                | Mirandola-Cecina            | 71-64        |
| 68-76                | Sangiorgese-Bologna         | 52-100       |
| 72-70                | Lucca-Castellanza           | 57-75        |
| 92-82                | Castelnovo-Castelfiorentino | 75-76        |
| 69-74                | Costa Volpino-Fiorentina    | 80-67        |
| 75-67                | Livorno-Empoli              | 77-74        |
| 77-55                | Torino-Prato                | 72-60        |
| 83-76                | Montecatini-Sassari         |              |
|                      | Riposa: Varese              |              |

| Quattordicesima giornata |                        |              |
| 11 dic. 2011             |                        | 15 apr. 2012 |
| 74-75                    | Varese-Costa Volpino   | 75-66        |
| 82-55                    | Bologna-Castelnovo     | 81-66        |
| 56-61                    | Castelfiorentino-Lucca | 98-88        |
| 64-66                    | Fiorentina-Sangiorgese | 75-85        |
| 79-67                    | Castellanza-Livorno    | 75-70        |
| 82-69                    | Prato-Montecatini      | 57-83        |
| 62-71                    | Empoli-Torino          | 58-66        |
| 94-82                    | Sassari-Mirandola      |              |
|                          | Riposa: Cecina         |              |

| Quindicesima giornata |                                |              |
| 18 dic. 2011          |                                | 22 apr. 2012 |
| 68-67                 | Castelnovo-Torino              | 59-88        |
| 71-62                 | Empoli-Cecina                  | 79-71        |
| 71-63                 | Lucca-Prato                    | 65-49        |
| 83-79                 | Costa Volpino-Castelfiorentino | 79-58        |
| 56-86                 | Livorno-Bologna                | 57-79        |
| 92-86                 | Mirandola-Varese               | 79-69        |
| 81-56                 | Montecatini-Fiorentina         | 71-85        |
| 62-61                 | Sangiorgese-Sassari            |              |
|                       | Riposa: Castellanza            |              |

| Sedicesima giornata |                            |              |
| 5 gen. 2012         |                            | 25 apr. 2012 |
| 79-63               | Torino-Livorno             | 75-84        |
| 61-72               | Varese-Sangiorgese         | 85-67        |
| 78-87               | Castelfiorentino-Mirandola | 70-71        |
| 97-89               | Lucca-Montecatini          | 94-92        |
| 61-67               | Fiorentina-Empoli          | 66-86        |
| 77-72               | Castellanza-Bologna        | 57-64        |
| 82-77               | Cecina-Castelnovo          | 65-57        |
| 81-73               | Sassari-Costa Volpino      |              |
|                     | Riposa: Prato              |              |

| Diciassettesima giornata |                          |              |
| 8 gen. 2012              |                          | 28 apr. 2012 |
| 83-77                    | Bologna-Lucca            | 72-67        |
| 78-67                    | Sangiorgio-Prato         | 74-65        |
| 58-69                    | Castelnovo-Castellanza   | 59-86        |
| 49-61                    | Costa Volpino-Cecina     | 73-79        |
| 78-68                    | Livorno-Fiorentina       | 67-58        |
| 73-72                    | Mirandola-Torino         | 62-70        |
| 95-86                    | Montecatini-Varese       | 78-64        |
| 68-65                    | Empoli-Sassari           |              |
|                          | Riposa: Castelfiorentino |              |

1. 1 2 3 4 5 6 7 8 9 10 11 12 13 14 15 16  Robur Sassari ritirata dopo la 18ª giornata, annullate tutte le partite disputate dalla squadra

Calendario girone B
|  |

| Prima giornata |                             |              |
| 25 set. 2011   |                             | 14 gen. 2012 |
| 57-41          | Rovereto-Bassano            | 80-75        |
| 76-63          | Fossombrone-Udine           | 56-68        |
| 51-61          | Marostica-Montegranaro      | 75-83        |
| 74-83          | Senigallia-Riva del Garda   | 84-99        |
| 75-77          | Civitanova-Corno di Rosazzo | 61-70        |
| 47-57          | Rimini-Roncade              | 74-77        |
| 75-58          | Ferrara-Villafranca         | 87-48        |
| 66-81          | Livorno-Sassari             |              |
|                | Riposa: Ravenna             |              |

| Seconda giornata |                           |              |
| 2 ott. 2011      |                           | 21 gen. 2012 |
| 58-55            | Corno di Rosazzo-Ravenna  | 82-76        |
| 56-62            | Roncade-Ferrara           | 60-83        |
| 59-57            | Bassano-Fossombrone       | 58-60        |
| 58-66            | Montegranaro-Rimini       | 85-63        |
| 73-80            | Udine-Rovereto            | 87-86        |
| 53-55            | Villafranca-Marostica     | 77-69        |
| 80-75            | Riva del Garda-Civitanova | 80-62        |
| 77-67            | Monfalcone-Senigallia     |              |
|                  | Riposa: Spilimbergo       |              |

| Terza giornata |                             |              |
| 9 ott. 2011    |                             | 28 gen. 2012 |
| 60-64          | Spilimbergo-Riva del Garda  | 56-68        |
| 66-62          | Rovereto-Montegranaro       | 56-65        |
| 61-67          | Fossombrone-Villafranca     | 58-67        |
| 77-68          | Roncade-Ravenna             | 50-68        |
| 90-79          | Udine-Bassano               | 93-86        |
| 71-63          | Rimini-Marostica            | 58-64        |
| 65-56          | Ferrara-Senigallia          | 66-71        |
| 67-65          | Corno di Rosazzo-Monfalcone |              |
|                | Riposa: Civitanova          |              |

| Quarta giornata |                             |             |
| 16 ott. 2011    |                             | 5 feb. 2012 |
| 68-60           | Marostica-Rovereto          | 67-55       |
| 72-75           | Bassano-Corno di Rosazzo    | 77-92       |
| 50-60           | Senigallia-Rimini           | 45-68       |
| 65-69           | Civitanova-Ferrara          | 57-68       |
| 75-63           | Ravenna-Fossombrone         | 70-75       |
| 84-79           | Villafranca-Spilimbergo     | 62-73       |
| 61-77           | Riva del Garda-Montegranaro | 87-75       |
| 95-79           | Monfalcone-Udine            |             |
|                 | Riposa: Roncade             |             |

| Quinta giornata |                          |              |
| 23 ott. 2011    |                          | 12 feb. 2012 |
| 68-72           | Rovereto-Ferrara         | 64-76        |
| 71-52           | Montegranaro-Spilimbergo | 66-51        |
| 68-65           | Fossombrone-Civitanova   | 66-65        |
| 59-74           | Marostica-Ravenna        | 80-60        |
| 54-73           | Roncade-Senigallia       | 72-83        |
| 76-80           | Udine-Corno di Rosazzo   | 75-87        |
| 68-62           | Rimini-Villafranca       | 52-63        |
| 76-67           | Bassano-Monfalcone       |              |
|                 | Riposa: Riva del Garda   |              |

| Sesta giornata |                            |              |
| 27 ott. 2011   |                            | 16 feb. 2012 |
| 84-74          | Corno di Rosazzo-Marostica | 86-71        |
| 87-83          | Civitanova-Roncade         | 55-63        |
| 60-53          | Spilimbergo-Udine          | 76-90        |
| 77-58          | Senigallia-Rovereto        | 63-61        |
| 91-65          | Ravenna-Bassano            | 63-68        |
| 70-47          | Ferrara-Fossombrone        | 91-72        |
| 80-87          | Riva del Garda-Rimini      | 85-89        |
| 67-58          | Monfalcone-Montegranaro    |              |
|                | Riposa: Villafranca        |              |

| Settima giornata |                              |              |
| 30 ott. 2011     |                              | 19 feb. 2012 |
| 73-67            | Rovereto-Civitanova          | 74-59        |
| 72-51            | Montegranaro-Udine           | 79-93        |
| 65-53            | Spilimbergo-Ravenna          | 58-85        |
| 69-65            | Marostica-Senigallia         | 63-72        |
| 63-69            | Roncade-Fossombrone          | 69-70        |
| 78-74            | Rimini-Ferrara               | 52-60        |
| 65-70            | Villafranca-Corno di Rosazzo | 78-82        |
| 67-76            | Riva del Garda-Bassano       | 49-54        |
|                  | Riposa: Monfalcone           |              |

| Ottava giornata |                                 |              |
| 6 nov. 2011     |                                 | 25 feb. 2012 |
| 83-74           | Corno di Rosazzo-Riva del Garda | 77-94        |
| 67-60           | Fossombrone-Rovereto            | 78-69        |
| 69-74           | Roncade-Marostica               | 53-61        |
| 59-61           | Senigallia-Montegranaro         | 66-78        |
| 66-65           | Civitanova-Rimini               | 57-80        |
| 73-78           | Udine-Villafranca               | 68-82        |
| 76-57           | Ferrara-Spilimbergo             | 70-66        |
| 95-89           | Monfalcone-Ravenna              |              |
|                 | Riposa: Bassano                 |              |

| Nona giornata |                           |             |
| 13 nov. 2011  |                           | 4 mar. 2012 |
| 76-67         | Spilimbergo-Bassano       | 61-58       |
| 73-76         | Marostica-Ferrara         | 63-65       |
| 81-61         | Senigallia-Fossombrone    | 87-95       |
| 91-69         | Ravenna-Udine             | 85-96       |
| 90-83         | Montegranaro-Roncade      | 68-77       |
| 72-68         | Rimini-Rovereto           | 58-78       |
| 67-73         | Villafranca-Civitanova    | 75-62       |
| 89-71         | Riva del Garda-Monfalcone |             |
|               | Riposa: Corno di Rosazzo  |             |

| Decima giornata |                              |              |
| 20 nov. 2011    |                              | 11 mar. 2012 |
| 79-70           | Corno di Rosazzo-Spilimbergo | 78-72        |
| 57-64           | Rovereto-Roncade             | 73-69        |
| 60-63           | Fossombrone-Rimini           | 71-75        |
| 61-76           | Bassano-Senigallia           | 86-72        |
| 85-73           | Civitanova-Marostica         | 65-82        |
| 80-76           | Ravenna-Riva del Garda       | 76-88        |
| 72-57           | Ferrara-Montegranaro         | 68-62        |
| 64-66           | Monfalcone-Villafranca       |              |
|                 | Riposa: Udine                |              |

| Undicesima giornata |                         |              |
| 27 nov. 2011        |                         | 21 mar. 2012 |
| 72-83               | Rovereto-Ravenna        | 63-87        |
| 64-55               | Riva del Garda-Udine    | 75-70        |
| 85-63               | Marostica-Fossombrone   | 90-63        |
| 73-80               | Roncade-Spilimbergo     | 62-77        |
| 82-54               | Senigallia-Civitanova   | 73-68        |
| 58-68               | Rimini-Corno di Rosazzo | 87-84        |
| 69-60               | Villafranca-Bassano     | 56-59        |
|                     | Ferrara-Monfalcone      |              |
|                     | Riposa: Montegranaro    |              |

| Dodicesima giornata |                            |              |
| 4 dic. 2011         |                            | 25 mar. 2012 |
| 70-75               | Spilimbergo-Civitanova     | 67-78        |
| 84-76               | Fossombrone-Montegranaro   | 88-83        |
| 74-62               | Corno di Rosazzo-Rovereto  | 78-67        |
| 76-64               | Bassano-Roncade            | 64-58        |
| 79-74               | Ravenna-Senigallia         | 67-88        |
| 57-66               | Udine-Rimini               | 56-71        |
| 88-94               | Villafranca-Riva del Garda | 84-83        |
|                     | Monfalcone-Marostica       |              |
|                     | Riposa: Ferrara            |              |

| Tredicesima giornata |                          |              |
| 8 dic. 2011          |                          | 1º apr. 2012 |
| 65-73                | Roncade-Corno di Rosazzo | 66-77        |
| 73-57                | Marostica-Spilimbergo    | 67-53        |
| 64-48                | Senigallia-Villafranca   | 82-73        |
| 71-66                | Montegranaro-Bassano     | 56-75        |
| 64-62                | Rimini-Ravenna           | 69-77        |
| 69-66                | Rovereto-Riva del Garda  | 84-105       |
| 95-64                | Ferrara-Udine            | 69-61        |
|                      | Civitanova-Monfalcone    |              |
|                      | Riposa: Fossombrone      |              |

| Quattordicesima giornata |                               |              |
| 11 dic. 2011             |                               | 15 apr. 2012 |
| 79-76                    | Corno di Rosazzo-Montegranaro | 77-82        |
| 72-74                    | Riva del Garda-Roncade        | 74-75        |
| 76-63                    | Spilimbergo-Fossombrone       | 64-80        |
| 69-61                    | Bassano-Civitanova            | 68-58        |
| 74-70                    | Ravenna-Ferrara               | 61-80        |
| 70-88                    | Udine-Marostica               | 80-74        |
| 75-74                    | Villafranca-Rovereto          | 72-53        |
|                          | Monfalcone-Rimini             |              |
|                          | Riposa: Senigallia            |              |

| Quindicesima giornata |                              |              |
| 18 dic. 2011          |                              | 22 apr. 2012 |
| 81-71                 | Fossombrone-Corno di Rosazzo | 77-86        |
| 89-91                 | Marostica-Riva del Garda     | 84-76        |
| 51-65                 | Roncade-Villafranca          | 66-76        |
| 70-56                 | Senigallia-Spilimbergo       | 89-80        |
| 96-79                 | Civitanova-Udine             | 84-52        |
| 57-62                 | Montegranaro-Ravenna         | 61-76        |
| 71-58                 | Ferrara-Bassano              | 64-73        |
|                       | Rovereto-Monfalcone          |              |
|                       | Riposa: Rimini               |              |

| Sedicesima giornata |                             |              |
| 5 gen. 2012         |                             | 25 apr. 2012 |
| 73-83               | Riva del Garda-Ferrara      | 57-70        |
| 69-78               | Spilimbergo-Rovereto        | 64-57        |
| 71-76               | Bassano-Rimini              | 73-76        |
| 74-83               | Corno di Rosazzo-Senigallia | 72-75        |
| 84-76               | Ravenna-Villafranca         | 68-59        |
| 66-64               | Montegranaro-Civitanova     | 68-82        |
| 69-79               | Udine-Roncade               | 61-71        |
|                     | Monfalcone-Fossombrone      |              |
|                     | Riposa: Marostica           |              |

| Diciassettesima giornata |                            |              |
| 8 gen. 2012              |                            | 28 apr. 2012 |
| 86-72                    | Fossombrone-Riva del Garda | 81-76        |
| 71-56                    | Marostica-Bassano          | 65-59        |
| 82-66                    | Senigallia-Udine           | 68-73        |
| 71-67                    | Civitanova-Ravenna         | 62-56        |
| 69-56                    | Rimini-Spilimbergo         | 94-71        |
| 70-80                    | Villafranca-Montegranaro   | 64-65        |
| 91-38                    | Ferrara-Corno di Rosazzo   | 62-68        |
|                          | Roncade-Monfalcone         |              |
|                          | Riposa: Rovereto           |              |

1. 1 2 3 4 5 6 7 8 9 10 11 12 13 14 15 16  Monfalcone escluso dopo 10 giornate, annullate tutte le partite disputate dalla squadra

Calendario girone C
|  |

| Prima giornata |                        |              |
| 25 set. 2011   |                        | 14 gen. 2012 |
| 81-74          | Roma-Reggio Calabria   | 69-88        |
| 82-78          | Potenza-Martina Franca | 62-78        |
| 57-64          | Francavilla-Agrigento  | 77-86        |
| 85-95          | Scauri-Rieti           | 64-68        |
| 64-82          | Pescara-Roseto         | 77-83        |
| 79-63          | Bisceglie-Giugliano    | 53-51        |
| 81-61          | Campobasso-Corato      | 56-65        |
| 107-105        | Palestrina-Bernalda    | 78-84        |
|                | Riposa: Agropoli       |              |

| Seconda giornata |                           |              |
| 2 ott. 2011      |                           | 21 gen. 2012 |
| 97-87            | Roseto-Roma               | 68-95        |
| 86-70            | Agrigento-Scauri          | 77-57        |
| 85-93            | Bernalda-Pescara          | 74-84        |
| 70-85            | Corato-Agropoli           | 67-83        |
| 100-88           | Reggio Calabria-Potenza   | 73-87        |
| 42-68            | Giugliano-Campobasso      | 53-76        |
| 86-45            | Martina Franca-Palestrina | 64-54        |
| 88-68            | Rieti-Bisceglie           | 61-66        |
|                  | Riposa: Francavilla       |              |

| Terza giornata |                          |              |
| 9 ott. 2011    |                          | 28 gen. 2012 |
| 67-65          | Roma-Potenza             | 90-80        |
| 68-75          | Giugliano-Corato         | 51-52        |
| 62-87          | Agropoli-Reggio Calabria | 73-80        |
| 92-66          | Francavilla-Bernalda     | 78-71        |
| 108-99         | Pescara-Palestrina       | 77-71        |
| 56-68          | Rieti-Martina Franca     | 67-71        |
| 77-69          | Bisceglie-Roseto         | 64-68        |
| 78-81          | Campobasso-Agrigento     | 64-84        |
|                | Riposa: Scauri           |              |

| Quarta giornata |                         |             |
| 16 ott. 2011    |                         | 5 feb. 2012 |
| 81-61           | Potenza-Agropoli        | 73-77       |
| 70-86           | Roseto-Scauri           | 56-65       |
| 98-57           | Agrigento-Giugliano     | 103-60      |
| 59-74           | Corato-Rieti            | 60-88       |
| 99-78           | Reggio Calabria-Pescara | 85-84       |
| 79-58           | Martina Franca-Roma     | 54-80       |
| 65-61           | Palestrina-Francavilla  | 72-95       |
| 64-62           | Bernalda-Campobasso     | 91-68       |
|                 | Riposa: Bisceglie       |             |

| Quinta giornata |                           |              |
| 23 ott. 2011    |                           | 12 feb. 2012 |
| 67-70           | Roma-Francavilla          | 81-97        |
| 60-81           | Giugliano-Roseto          | 63-103       |
| 71-79           | Agropoli-Martina Franca   | 63-76        |
| 52-102          | Corato-Agrigento          | 54-79        |
| 83-68           | Scauri-Palestrina         | 88-65        |
| 74-82           | Pescara-Potenza           | 78-91        |
| 88-71           | Rieti-Bernalda            | 74-75        |
| 64-76           | Bisceglie-Reggio Calabria | 67-64        |
|                 | Riposa: Campobasso        |              |

| Sesta giornata |                           |              |
| 27 ott. 2011   |                           | 16 feb. 2012 |
| 75-48          | Roseto-Corato             | 77-73        |
| 78-84          | Potenza-Palestrina        | 90-82        |
| 97-80          | Francavilla-Agropoli      | 61-85        |
| 87-78          | Reggio Calabria-Scauri    | 75-59        |
| 100-77         | Pescara-Roma              | 60-82        |
| 79-61          | Martina Franca-Campobasso | 90-74        |
| 96-50          | Rieti-Giugliano           | 86-63        |
| 80-66          | Bernalda-Bisceglie        | 60-81        |
|                | Riposa: Agrigento         |              |

| Settima giornata |                            |              |
| 30 ott. 2011     |                            | 19 feb. 2012 |
| 90-95            | Roma-Bernalda              | 67-81        |
| 80-59            | Agrigento-Roseto           | 65-81        |
| 75-81            | Agropoli-Pescara           | 72-99        |
| 64-48            | Francavilla-Martina Franca | 74-86        |
| 61-71            | Scauri-Potenza             | 84-68        |
| 66-46            | Bisceglie-Corato           | 77-54        |
| 63-78            | Palestrina-Reggio Calabria | 78-87        |
| 62-64            | Campobasso-Rieti           | 64-89        |
|                  | Riposa: Giugliano          |              |

| Ottava giornata |                             |              |
| 6 nov. 2011     |                             | 25 feb. 2012 |
| 68-96           | Giugliano-Scauri            | 41-70        |
| 75-56           | Roseto-Campobasso           | 71-70        |
| 92-57           | Agrigento-Bisceglie         | 77-60        |
| 82-83           | Bernalda-Agropoli           | 89-95        |
| 77-90           | Corato-Potenza              | 75-84        |
| 70-57           | Reggio Calabria-Francavilla | 65-70        |
| 86-61           | Martina Franca-Pescara      | 92-75        |
| 71-76           | Palestrina-Roma             | 77-81        |
|                 | Riposa: Rieti               |              |

| Nona giornata |                                |             |
| 13 nov. 2011  |                                | 4 mar. 2012 |
| 61-75         | Potenza-Bernalda               | 68-75       |
| 86-76         | Agropoli-Palestrina            | 78-81       |
| 76-80         | Francavilla-Roseto             | 67-76       |
| 91-60         | Scauri-Corato                  | 59-55       |
| 72-70         | Reggio Calabria-Martina Franca | 62-69       |
| 74-63         | Pescara-Giugliano              | 97-83       |
| 85-87         | Rieti-Agrigento                | 67-85       |
| 68-73         | Bisceglie-Campobasso           | 74-56       |
|               | Riposa: Roma                   |             |

| Decima giornata |                         |              |
| 20 nov. 2011    |                         | 11 mar. 2012 |
| 79-67           | Roseto-Rieti            | 68-62        |
| 84-83           | Potenza-Francavilla     | 85-91        |
| 85-62           | Agrigento-Roma          | 84-81        |
| 77-67           | Corato-Reggio Calabria  | 52-72        |
| 107-99          | Scauri-Bisceglie        | 56-61        |
| 82-65           | Martina Franca-Bernalda | 69-60        |
| 73-82           | Campobasso-Agropoli     | 80-91        |
| 89-57           | Palestrina-Giugliano    | 80-73        |
|                 | Riposa: Pescara         |              |

| Undicesima giornata |                          |              |
| 27 nov. 2011        |                          | 21 mar. 2012 |
| 66-87               | Giugliano-Martina Franca | 40-101       |
| 87-92               | Pescara-Agrigento        | 66-85        |
| 72-71               | Bisceglie-Palestrina     | 59-56        |
| 90-81               | Agropoli-Roma            | 66-87        |
| 60-64               | Bernalda-Reggio Calabria | 60-90        |
| 90-69               | Francavilla-Corato       | 80-67        |
| 89-101              | Rieti-Potenza            | 83-84        |
| 67-65               | Campobasso-Scauri        | 59-67        |
|                     | Riposa: Roseto           |              |

| Dodicesima giornata |                            |              |
| 4 dic. 2011         |                            | 25 mar. 2012 |
| 92-60               | Roma-Giugliano             | 79-57        |
| 71-77               | Agropoli-Rieti             | 72-66        |
| 75-74               | Scauri-Bernalda            | 67-66        |
| 93-80               | Reggio Calabria-Campobasso | 85-69        |
| 66-75               | Martina Franca-Agrigento   | 83-95        |
| 66-63               | Palestrina-Roseto          | 72-80        |
| 82-70               | Potenza-Bisceglie          | 49-83        |
| 60-58               | Pescara-Francavilla        | 60-62        |
|                     | Riposa: Corato             |              |

| Tredicesima giornata |                           |              |
| 8 dic. 2011          |                           | 1º apr. 2012 |
| 72-63                | Roseto-Agropoli           | 52-66        |
| 91-59                | Agrigento-Palestrina      | 76-68        |
| 85-63                | Bernalda-Corato           | 64-59        |
| 86-57                | Francavilla-Scauri        | 86-92        |
| 50-80                | Giugliano-Reggio Calabria | 43-121       |
| 75-81                | Rieti-Roma                | 83-82        |
| 85-75                | Bisceglie-Pescara         | 60-66        |
| 80-75                | Campobasso-Potenza        | 74-76        |
|                      | Riposa: Martina Franca    |              |

| Quattordicesima giornata |                        |              |
| 11 dic. 2011             |                        | 15 apr. 2012 |
| 75-82                    | Roma-Scauri            | 66-81        |
| 81-57                    | Potenza-Giugliano      | 103-77       |
| 81-76                    | Agropoli-Bisceglie     | 71-50        |
| 76-84                    | Bernalda-Agrigento     | 56-61        |
| 91-78                    | Francavilla-Campobasso | 105-83       |
| 87-90                    | Reggio Calabria-Roseto | 67-60        |
| 74-73                    | Pescara-Rieti          | 64-93        |
| 86-53                    | Martina Franca-Corato  | 86-72        |
|                          | Riposa: Palestrina     |              |

| Quindicesima giornata |                           |              |
| 18 dic. 2011          |                           | 22 apr. 2012 |
| 72-91                 | Giugliano-Bernalda        | 42-115       |
| 85-92                 | Campobasso-Pescara        | 106-99       |
| 70-60                 | Roseto-Martina Franca     | 66-84        |
| 74-63                 | Agrigento-Reggio Calabria | 55-68        |
| 82-71                 | Corato-Palestrina         | 73-80        |
| 105-71                | Scauri-Agropoli           | 71-76        |
| 73-65                 | Rieti-Francavilla         | 71-55        |
| 74-64                 | Bisceglie-Roma            | 53-56        |
|                       | Riposa: Potenza           |              |

| Sedicesima giornata |                          |              |
| 5 gen. 2012         |                          | 25 apr. 2012 |
| 85-62               | Palestrina-Campobasso    | 91-78        |
| 80-72               | Potenza-Roseto           | 67-80        |
| 88-78               | Agropoli-Agrigento       | 81-95        |
| 89-69               | Francavilla-Giugliano    | 99-68        |
| 75-78               | Reggio Calabria-Rieti    | 67-80        |
| 78-77               | Pescara-Scauri           | 79-89        |
| 73-48               | Martina Franca-Bisceglie | 66-75        |
| 96-61               | Roma-Corato              | 59-61        |
|                     | Riposa: Bernalda         |              |

| Diciassettesima giornata |                         |              |
| 8 gen. 2012              |                         | 28 apr. 2012 |
| 56-86                    | Giugliano-Agropoli      | 55-95        |
| 76-97                    | Campobasso-Roma         | 60-80        |
| 89-79                    | Roseto-Bernalda         | 73-85        |
| 85-75                    | Agrigento-Potenza       | 90-68        |
| 71-77                    | Corato-Pescara          | 85-76        |
| 72-88                    | Scauri-Martina Franca   | 76-64        |
| 75-84                    | Rieti-Palestrina        | 80-75        |
| 58-66                    | Bisceglie-Francavilla   | 64-70        |
|                          | Riposa: Reggio Calabria |              |

|  |

## Play-off
- Incontri al meglio delle tre gare: si qualifica la squadra che vince due incontri.
- La squadra con il miglior piazzamento in classifica disputa il primo ed il terzo incontro in casa.
- La squadra che vince i play-off di ciascun girone è promossa in Divisione Nazionale A.

### Girone A

#### Quarti di finale
Date: 6 maggio, 9-10 maggio, 12-13 maggio.
| Squadra 1                   | Totale | Squadra 2                     | Gara 1 | Gara 2 | Gara 3 |
| --------------------------- | ------ | ----------------------------- | ------ | ------ | ------ |
| Royal Legnano               | 2-1    | La Falegnami Castelfiorentino | 70-68  | 65-67  | 67-50  |
| Dinamica Generale Mirandola | 2-0    | KopaEngineering CUS Torino    | 75-58  | 86-80  |        |
| So.Ge.Ma Bologna            | 2-1    | S.C. 1949 Montecatini Terme   | 85-49  | 66-71  | 82-53  |
| ArcAnthea Lucca             | 2-0    | LTC Sangiorgese Bk            | 79-56  | 75-73  |        |

#### Semifinali
Date: 20-23 maggio, 23-27 maggio, 30 maggio.
| Squadra 1        | Totale | Squadra 2                   | Gara 1 | Gara 2 | Gara 3 |
| ---------------- | ------ | --------------------------- | ------ | ------ | ------ |
| Royal Legnano    | 0-2    | Dinamica Generale Mirandola | 64-71  | 72-89  |        |
| So.Ge.Ma Bologna | 0-2    | ArcAnthea Lucca             | 66-76  | 74-90  |        |

#### Finale
Date: 5 giugno, 7 giugno, 10 giugno.
| Squadra 1       | Totale | Squadra 2                   | Gara 1 | Gara 2 | Gara 3 |
| --------------- | ------ | --------------------------- | ------ | ------ | ------ |
| ArcAnthea Lucca | 2-1    | Dinamica Generale Mirandola | 77-73  | 86-88  | 91-90  |

### Girone B

#### Quarti di finale
Date: 5-6 maggio, 9-10 maggio, 13 maggio.
| Squadra 1                   | Totale | Squadra 2                      | Gara 1 | Gara 2 | Gara 3 |
| --------------------------- | ------ | ------------------------------ | ------ | ------ | ------ |
| Mobyt Ferrara               | 2-0    | Officine Creative Montegranaro | 71-59  | 55-50  |        |
| Goldengas Senigallia        | 2-0    | Zepa Marostica                 | 78-57  | 76-75  |        |
| Calligaris Corno di Rosazzo | 2-0    | Remet Fossombrone              | 95-77  | 88-83  |        |
| Basket Rimini Crabs         | 1-2    | ACMAR Ravenna                  | 63-57  | 62-69  | 66-68  |

#### Semifinali
Date: 19-23 maggio, 23-25 maggio, 26-27 maggio.
| Squadra 1                   | Totale | Squadra 2            | Gara 1 | Gara 2 | Gara 3 |
| --------------------------- | ------ | -------------------- | ------ | ------ | ------ |
| Mobyt Ferrara               | 2-1    | Goldengas Senigallia | 79-62  | 58-70  | 72-61  |
| Calligaris Corno di Rosazzo | 2-1    | ACMAR Ravenna        | 79-73  | 72-76  | 66-62  |

#### Finale
Date: 3 giugno, 6 giugno, 10 giugno.
| Squadra 1     | Totale | Squadra 2                   | Gara 1 | Gara 2 | Gara 3 |
| ------------- | ------ | --------------------------- | ------ | ------ | ------ |
| Mobyt Ferrara | 2-1    | Calligaris Corno di Rosazzo | 86-47  | 55-66  | 67-56  |

### Girone C

#### Quarti di finale
Date: 6 maggio, 10 maggio, 13 maggio.
| Squadra 1                      | Totale | Squadra 2            | Gara 1 | Gara 2 | Gara 3 |
| ------------------------------ | ------ | -------------------- | ------ | ------ | ------ |
| Moncada Solar Agrigento        | 2-0    | Basket Agropoli      | 83-66  | 75-74  |        |
| Mec Energy Roseto              | 2-1    | Soavegel Francavilla | 78-69  | 62-69  | 79-75  |
| Due Esse Martina Franca        | 2-1    | Rieti Basket Club    | 75-58  | 70-74  | 59-54  |
| Liomatic Viola Reggio Calabria | 2-1    | Autosoft Scauri      | 66-58  | 59-64  | 74-59  |

#### Semifinali
Date: 20 maggio, 24 maggio, 27 maggio.
| Squadra 1               | Totale | Squadra 2                      | Gara 1 | Gara 2 | Gara 3 |
| ----------------------- | ------ | ------------------------------ | ------ | ------ | ------ |
| Moncada Solar Agrigento | 2-0    | Mec Energy Roseto              | 96-57  | 70-56  |        |
| Due Esse Martina Franca | 1-2    | Liomatic Viola Reggio Calabria | 67-63  | 61-64  | 62-69  |

#### Finale
Date: 3 giugno, 7 giugno, 10 giugno.
| Squadra 1               | Totale | Squadra 2                      | Gara 1 | Gara 2 | Gara 3 |
| ----------------------- | ------ | ------------------------------ | ------ | ------ | ------ |
| Moncada Solar Agrigento | 2-1    | Liomatic Viola Reggio Calabria | 77-55  | 54-67  | 80-64  |

### Concentramento Promozione
- Le squadre partecipanti sono le 3 perdenti di ciascuna finale promozione.
- Nel girone da 3 squadre, ogni squadra affronta le altre in gare di sola andata.
- Viene promossa la squadra che vince il girone.

Date: 15 giugno, 16 giugno, 17 giugno al PalaPostePay-Arena Altero Felici di Roma.
| Squadra 1                   | Risultato | Squadra 2                      |
| --------------------------- | --------- | ------------------------------ |
| Calligaris Corno di Rosazzo | 87-86     | Liomatic Viola Reggio Calabria |
| Dinamica Generale Mirandola | 65-70     | Liomatic Viola Reggio Calabria |
| Dinamica Generale Mirandola | 85-73     | Calligaris Corno di Rosazzo    |

#### Classifica
|  |    | Concentramento promozione      | PT | G | V | P | PF  | PS  |
|  | -- | ------------------------------ | -- | - | - | - | --- | --- |
|  | 1. | Dinamica Generale Mirandola    | 2  | 2 | 1 | 1 | 150 | 143 |
|  | 2. | Liomatic Viola Reggio Calabria | 2  | 2 | 1 | 1 | 156 | 152 |
|  | 3. | Calligaris Corno di Rosazzo    | 2  | 2 | 1 | 1 | 160 | 171 |

## Play-out

### Primo Turno
- Le squadre con il miglior piazzamento in classifica disputano il primo ed il terzo incontro in casa.
- Le squadre perdenti sono retrocesse in Divisione Nazionale C.
- Le squadre vincenti sono ammesse al Secondo Turno.

Date: 5-6 maggio, 9-10 maggio, 12-13 maggio.
| Squadra 1              | Totale | Squadra 2                | Gara 1 | Gara 2 | Gara 3 |
| ---------------------- | ------ | ------------------------ | ------ | ------ | ------ |
| Vivigas Costa Volpino  | 2-1    | Minorconsumo.it Prato    | 50-52  | 78-77  | 64-59  |
| Coopsette Castelnovo   | 2-1    | Pallacanestro Fiorentina | 73-68  | 52-65  | 70-66  |
| Texa Roncade           | 0-2    | GraphiStudio Spilimbergo | 52-59  | 77-79  |        |
| Pallacanestro Rovereto | 2-0    | GSA Udine                | 72-70  | 75-74  |        |
| Cestistica Bernalda    | 2-0    | Pasta Granoro Corato     | 71-64  | 65-63  |        |
| ITOP Palestrina        | 2-1    | Mens Sana Campobasso     | 91-73  | 75-77  | 86-65  |

### Secondo Turno
- Le squadre con il miglior piazzamento in classifica disputano il primo ed il terzo incontro in casa.
- Le squadre vincenti rimangono in questa categoria.
- Le squadre perdenti accedono al Concentramento Retrocessione.

Date: 19-20 maggio, 23-24 maggio, 27 maggio.
| Squadra 1                | Totale | Squadra 2              | Gara 1 | Gara 2 | Gara 3 |
| ------------------------ | ------ | ---------------------- | ------ | ------ | ------ |
| Vivigas Costa Volpino    | 2-1    | Coopsette Castelnovo   | 73-55  | 55-76  | 72-65  |
| GraphiStudio Spilimbergo | 0-2    | Pallacanestro Rovereto | 71-74  | 90-101 |        |
| Cestistica Bernalda      | 2-0    | ITOP Palestrina        | 81-72  | 68-66  |        |

### Concentramento Retrocessione
- Nel girone da 3 squadre, ogni squadra affronta le altre in gare di sola andata.
- Viene retrocessa la squadra che termina all'ultimo posto del mini girone.

Date: 8 giugno, 9 giugno, 10 giugno, al PalaCingolani di Recanati
| Squadra 1            | Risultato | Squadra 2                |
| -------------------- | --------- | ------------------------ |
| Coopsette Castelnovo | 87-56     | GraphiStudio Spilimbergo |
| ITOP Palestrina      | 64-79     | Coopsette Castelnovo     |
| ITOP Palestrina      | 66-76     | GraphiStudio Spilimbergo |

#### Classifica
|  |    | Concentramento retrocessione | PT | G | V | P | PF  | PS  |
|  | -- | ---------------------------- | -- | - | - | - | --- | --- |
|  | 1. | Coopsette Castelnovo         | 4  | 2 | 2 | 0 | 166 | 120 |
|  | 2. | GraphiStudio Spilimbergo     | 2  | 2 | 1 | 1 | 132 | 153 |
|  | 3. | ITOP Palestrina              | 0  | 2 | 0 | 2 | 130 | 155 |

## Verdetti
- Promosse in Divisione Nazionale A: ArcAnthea Lucca, Mobyt Ferrara, Moncada Solar Agrigento, Dinamica Generale Mirandola
- Ripescate in Divisione Nazionale A: Liomatic Viola Reggio Calabria e So.Ge.Ma Bologna.
- Retrocesse in Divisione Nazionale C: Giugliano Basket Club.
  - Dopo il primo turno play-out: Minorconsumo.it Prato, Pallacanestro Fiorentina, Texa Roncade, GSA Udine, Pasta Granoro Corato e Mens Sana Campobasso.
  - Dopo il Concentramento Retrocessione: ITOP Palestrina
- A campionato in corso la Robur et Fides Sassari si è ritirata; la Falconstar Monfalcone è stata esclusa.
- Prima della nuova stagione, Potenza decide di non iscriversi al campionato 2012-2013, mentre la Viola Reggio Calabria e l'Eagles Bologna vengono ripescate in DNA.